# Toyosato
Toyosato (豊郷町?) è una cittadina giapponese della prefettura di Shiga.